# Свалявська міська рада
Сваля́вська міська́ ра́да — адміністративно-територіальна одиниця та орган місцевого самоврядування у Свалявському районі Закарпатської області. Адміністративний центр — місто Свалява.

## Загальні відомості
Свалявська міська рада утворена в 1957 році.
- Населення ради: 17 909 осіб (станом на 2001 рік)
- Територією ради протікають річки Латориця, Свалявка

## Населені пункти
Міській раді підпорядковані населені пункти:
- м. Свалява
- с. Драчино
- с. Тибава
- с. Мала Мартинка
- с. Стройне
- с. Черник
- с. Дусино
- с. Росош
- с. Плав'є
- с. Лопушанка

## Склад ради
Рада складається з 32 депутатів та голови.
- Голова ради: Грига Юрій Юрійович
- Секретар ради: Скрипинець Мирослава Володимирівна

### Керівний склад попередніх скликань
| П.І.Б.               | Основні відомості                                               | Дата обрання | Дата звільнення |
| -------------------- | --------------------------------------------------------------- | ------------ | --------------- |
| Ревтій Іван Іванович | Міський голова, 1960 року народження, безпартійний              | 26.03.2006   | 31.10.2010      |
| Ланьо Іван Іванович  | Міський голова, 1963 року народження, освіта вища, член партії  | 31.10.2010   | 17.11.2020      |
| Грига Юрій Юрійович  | Міський голова, 1979 року народження, освіта вища, безпартійний | 17.11.2020   |                 |

Примітка: таблиця складена за даними сайту Верховної Ради України

### Депутати
За результатами місцевих виборів 2010 року депутатами ради стали:

#### За суб'єктами висування
| Суб'єкт висування                                       | Кількість обраних депутатів | %    |
| ------------------------------------------------------- | --------------------------- | ---- |
| Єдиний Центр                                            | 17                          | 53,1 |
| Партія регіонів                                         | 6                           | 18,8 |
| Політична партія Всеукраїнське об'єднання «Батьківщина» | 5                           | 15,6 |
| Українська Народна Партія                               | 3                           | 9,4  |
| Народна партія                                          | 1                           | 3,1  |

#### За округами
| № округу                                                | Прізвище, ім'я, по батькові       | Дата визнання обраним | Освіта             | Партійна приналежність                        | Відомості про обраного депутата                                                                              |
| ------------------------------------------------------- | --------------------------------- | --------------------- | ------------------ | --------------------------------------------- | --- |
| Єдиний Центр                                            |                                   |                       |                    |                                               | |
| б/м                                                     | Монастирська Тетяна Володимирівна | 05.11.2010            | вища               | член Єдиного Центру                           | Свалявський окружний секретаріат Єдиного Центру, керівник                                                    |
| б/м                                                     | Кошеля Василь Васильович          | 05.11.2010            | вища               | член Єдиного Центру                           | адвокат |
| б/м                                                     | Черненко Сергій Іванович          | 05.11.2010            | вища               | член Єдиного Центру                           | Свалявська районна санітарно-епідеміологічна станція, лікар з гігієни харчування                             |
| б/м                                                     | Балінт Матвій Олександрович       | 05.11.2010            | вища               | позапартійний                                 | тимчасово не працює                                                                                          |
| б/м                                                     | Бомбушкар Мар'яна Юріївна         | 05.11.2010            | вища               | позапартійна                                  | сектор контролю Свалявської районної державної адміністрації, завідувач                                      |
| б/м                                                     | Качур Артур Володимирович         | 05.11.2010            | вища               | позапартійний                                 | ТОВ «Еко-Сервіс Доксани», директор                                                                           |
| б/м                                                     | Стец Михайло Іванович             | 05.11.2010            | середня спеціальна | член Єдиного Центру                           | ТОВ «Дінстлайстунс- Україна», директор                                                                       |
| 3                                                       | Белоцький Володимир Петрович      | 05.11.2010            | вища               | член Єдиного Центру                           | відділ з питань надзвичайних ситуацій Свалявської РДА, завідувач                                             |
| 4                                                       | Бідзіля Іван Михайлович           | 05.11.2010            | вища               | член Єдиного Центру                           | приватний підприємець                                                                                        |
| 5                                                       | Русин Іван Іванович               | 05.11.2010            | середня спеціальна | член Єдиного Центру                           | приватний підприємець                                                                                        |
| 6                                                       | Тарасов Антон Вікторович          | 05.11.2010            | вища               | позапартійний                                 | відділ з питань наглядово-профілактичної діяльності Свалявського районного відділу ГУ МНС України, інспектор |
| 8                                                       | Продан Михайло Михайлович         | 05.11.2010            | середня спеціальна | член Єдиного Центру                           | приватний підприємець                                                                                        |
| 9                                                       | Ваш Василь Олександрович          | 05.11.2010            | середня спеціальна | позапартійний                                 | тимчасово не працює                                                                                          |
| 12                                                      | Голчо Ірина Гейзівна              | 05.11.2010            | вища               | член Єдиного Центру                           | тимчасово не працює                                                                                          |
| 13                                                      | Кепенач Олександр Іванович        | 05.11.2010            | вища               | член Єдиного Центру                           | приватний підприємець                                                                                        |
| 15                                                      | Гаврилишин Валерій Михайлович     | 05.11.2010            | вища               | член Єдиного Центру                           | відділ охорони здоров'я Свалявської РДА, начальник                                                           |
| 16                                                      | Горнодь Юрій Іванович             | 05.11.2010            | середня спеціальна | член Єдиного Центру                           | тимчасово не працює                                                                                          |
| Народна Партія                                          |                                   |                       |                    |                                               | |
| 7                                                       | Ковальчук Мирослав Іванович       | 05.11.2010            | вища               | член Народної партії                          | приватний підприємець                                                                                        |
| Партія регіонів                                         |                                   |                       |                    |                                               | |
| б/м                                                     | Дідренцел Євген Юлійович          | 05.11.2010            | вища               | позапартійний                                 | ЦРЛ поліклінічне відділення, заступник головного лікаря                                                      |
| б/м                                                     | Понижан Олександр Йосипович       | 05.11.2010            | вища               | член Партії регіонів                          | Свалявська районна рада, заступник голови                                                                    |
| б/м                                                     | Голонич Мирослава Володимирівна   | 05.11.2010            | вища               | член Партії регіонів                          | СП «Універсум», директор                                                                                     |
| 1                                                       | Вайдич Антонін Іванович           | 05.11.2010            | вища               | позапартійний                                 | Свалявська загальноосвітня школа І-ІІІ ст. № 3, директор                                                     |
| 2                                                       | Ряшко В'ячеслав Михайлович        | 05.11.2010            | вища               | позапартійний                                 | приватний підприємець                                                                                        |
| 11                                                      | Зозуля Віктор Михайлович          | 05.11.2010            | вища               | позапартійний                                 | Свалявська районна рада, керуючий справами                                                                   |
| Політична партія Всеукраїнське об'єднання «Батьківщина» |                                   |                       |                    |                                               | |
| б/м                                                     | Гештень Іван Іванович             | 05.11.2010            | вища               | член Всеукраїнського об'єднання «Батьківщина» | ЗАТ «Свалява ЛХК», голова правління                                                                          |
| б/м                                                     | Рипкович Тетяна Володимирівна     | 05.11.2010            | вища               | член Всеукраїнського об'єднання «Батьківщина» | ЗАТ «Кришталеве джерело», начальник господарського відділу                                                   |
| б/м                                                     | Русин Василь Іванович             | 05.11.2010            | вища               | позапартійний                                 | ДП «Закарпатгеодезцентр», начальник відділу                                                                  |
| б/м                                                     | Коростельова Мирослава Валеріївна | 05.11.2010            | вища               | член Всеукраїнського об'єднання «Батьківщина» | приватний підприємець                                                                                        |
| 14                                                      | Сваровський Ернест Ернестович     | 05.11.2010            | вища               | член Всеукраїнського об'єднання «Батьківщина» | ВНП «Свалява-Грифсканд», заступник директора                                                                 |
| Українська Народна Партія                               |                                   |                       |                    |                                               | |
| б/м                                                     | Магурський Мирослав Петрович      | 05.11.2010            | середня спеціальна | позапартійний                                 | приватний підприємець                                                                                        |
| б/м                                                     | Гнаткович Юрій Юрійович           | 05.11.2010            | вища               | член Української Народної Партії              | Свалявська міська рада, провідний спеціаліст                                                                 |
| 10                                                      | Супп Едуард Йосипович             | 05.11.2010            | вища               | член Української Народної Партії              | Свалявська міська рада, секретар                                                                             |